# Iron Fist (Marvel)
Iron Fist (prawdziwa tożsamość: Daniel „Danny” Rand) – fikcyjna postać, superbohater, znana z licznych serii komiksowych wydawanych przez Marvel Comics, oraz różnych adaptacji, bazujących na komiksowych publikacjach. Jej twórcami są Roy Thomas i Gil Kane, zadebiutował on w Marvel Premiere #15 w 1974 roku.

## Fikcyjna biografia
Daniel Rand jest synem Wendella Randa i Heather. Kiedy jego rodzice zostają zabici, zostaje odnaleziony w mieście swojego ojca, K'un-Lun, gdzie zostaje wyszkolony przez Lei Kung w sztukach walki. W wieku dziewiętnastu lat powrócił do Ameryki. Tam rozpoczął walkę z przestępczością Nowego Jorku, również z przyjacielem, Lukiem Cage'em w grupach Defenders czy Heroes for Hire. Jest również członkiem New Avengers.

## Adaptacje

### Marvel Television / Netflix
Marvel Television razem z siecią Netflix stworzył kilka seriali powiązanych z Filmowym Uniwersum Marvela. Iron Fist grany przez Finna Jonesa jest bohaterem dwóch z nich:
- Iron Fist (2017)
- Defenders (2017)